# Карро (кантон)
Карро́ (фр. Carros) — упразднённый кантон во Франции, в регионе Прованс — Альпы — Лазурный Берег, департамент Приморские Альпы. Кантон был образован в 1985 году. Входил в состав округа Грас. Код INSEE кантона — 06 50.
До марта 2015 года в состав кантона Карро входило 3 коммуны, административный центр располагался в коммуне Карро.

## Состав кантона
| Коммуна | Население, чел. (1999) | Почтовый индекс | Код INSEE |
| ------- | ---------------------- | --------------- | --------- |
| Гатьер  | 3583                   | 06510           | 06064     |
| Карро   | 10 710                 | 06510           | 06033     |
| Ле-Брок | 1023                   | 06510           | 06025     |

## Население
Население кантона на 2007 год составляло 16 960 человек.
| 1962 | 1968 | 1975 | 1982 | 1990 | 1999   | 2006 | 2007   | 2008 |
| ---- | ---- | ---- | ---- | ---- | ------ | ---- | ------ | ---- |
| —    | —    | —    | —    | —    | 15 316 | —    | 16 960 | —    |

По закону от 17 мая 2013 и декрету от 24 февраля 2014 года количество кантонов в департаменте Приморские Альпы уменьшилось с 52-х до 27-ми. Новое территориальное деление департаментов на кантоны вступило в силу во время выборов 2015 года. После реформы кантон был упразднён. Коммуны переданы с состав кантона Ницца-3 (округ Ницца).